# Martin Flavin
Martin Flavin, född 2 november 1883 i San Francisco, död 27 december 1967, var en amerikansk författare.
Martin Flavin föddes i en köpmannafamilj i San Francisco och växte upp i Chicago, där han gick i skola och ett slag studerade vid universitet. Han började tidigt skriva noveller och var också intresserad av teater. Han hade dock inga större framgångar som författare utan tog plats i en släktings tapetfabrik i Mellanvästern, där han stannade ett par decennier. På 1910-talet började han åter skriva, nu dramatik, och fick 1923 en pjäs uppsatt på Broadway. Bland hans dramatiska arbeten märks Children of the Moon (1923), Brains and other One-Act Plays (1926), Service for Two (1927), The Criminal Code (1929), Spindrift (1930), Crossroads (1930), Achilles Had a Heel and Tapestry in Gray (1936) och Around the Corner (1936). 1940 framträdde Flavin som romanförfattare med Mr. Littlejohn (1940, svensk översättning 1941), som i teckningen av en amerikansk industriman, som lämnar affärerna för att söka "livet", skildrar livet i USA under 1930-talet med dess ekonomiska, sociala och politiska brytningar. Flavin utgav därefter Corporal Cat (1941), som handlar om en tysk fallskärmsskoldats upplevelser, Journey in the Dark (1943, svensk översättning 1945), som skildrar en modern amerikansk affärsmans väg från enkla utgångsförhållanden till rikedom och hans politiska och sociala konflikter, och The Enchanted (1947). Som skildrare av amerikanska affärsmän skiljer sig Flavin från Sinclair Lewis och andra radikala mellankrigsförfattare genom en mera förstående inställning. Under andra världskriget var Flavin anställd i krigsindustrin.